# 少年への性的虐待
少年への性的虐待（しょうねんへのせいてきぎゃくたい）とは男児・少年に対する児童性的虐待である。
アメリカ合衆国でのLewis Harris and Associates, Inc.による、1996年12月から1997年6月にかけての少年3,162人への虐待に関する直接的質問による調査報告によれば、少年への性的虐待率は全体で5%だが、アジア系に限れば9%と、白人（3%）や黒人（3%）よりかなり高い値が出た。また、日本におけるものとしては「子どもと家族の心と健康」調査委員会による1998年の調査があり、299人の男性から回答が得られたのだが、それによれば18歳までの期間に性的虐待を受けたと報告した男性の率は10.0%とされる。

## 概要
性的虐待を受けた男性の場合、性的自己尊重感尺度の得点が女性よりも全般に低い。デイビッド・フィンケラーの調査によると、通常は男性52.4ポイント、女性51.6ポイントと性的自尊心は女性のほうが低いのであるが、性的虐待を受けた場合男性40.9ポイント、女性45.7ポイントである。
子供に対する性的幻想を持つことも多く、加害者の多くがかつて性的虐待を受けていたという調査結果もあるが、一方で多くは加害者にはなっていないことも知られている（チャイルド・マレスターの項目も参照）。
全般的に性的虐待を受けた男性は気持ちをなるべく安定させるために強迫行動に走ることが一般的と見られている。この行動としては仕事中毒や金銭の強迫的消費、賭博などが挙げられ、これらは高揚した気分になることで自らの感情を再確認する手段でもあり、また時に不特定多数との性行為を行ったりすることもあり、これらの性行動は自身をトラウマに遭った状況に戻し、解離性トランスを促したり、ストレス誘発性痛覚消失物質オピオイドの発生も促すことができる一方、これらの行動は同時に解離をより酷くしかねないため、自身の危機意識はさらに低下してしまい、HIVなど性感染症のリスクも高め、危険な人物との性行為を拒むことが出来なくなる可能性もある。
多くの男性の性被害者は男性に恐怖をもつ。これは加害者が男の場合に顕著であるが、加害者が女の場合にも見られる。これは、ほとんどの男性は性的虐待を受けるという事実が何を意味するのか分からないと感じるために起こる反応である。ただし、加害者が女の場合にはその反応は複雑で、女に対しては激しい怒り・憎しみを催しやすい。
男性が性的虐待を受けた場合、感情を表現しない自己、能動的な自己、甘えたがりの自己、被害を受けた自己、行為者としての自己、女性化された自己、放蕩者の自己、過度に男性的な自己、少年の自己などの自己状態が現れる。こうした複数のパーソナリティ・タイプが一人の人間の中に混在し続けると、女児同様に解離性同一性障害をきたすこともある。

## 加害者が男の場合
性的行動は性的指向を意味するとは限らない。フィンケラー (1981, 1984) のように、同性愛的傾向を持つ少年のほうが被害に遭いやすい可能性はあるが、ゲイの男性の性的虐待の被害経験の多さから同性による性的虐待が同性愛指向を助長しているのではないかという意見も存在したが、これに対しては性的指向は6〜12歳（ジークムント・フロイトの言う潜伏期）より前に成立すると多くの専門家は認めているにもかかわらず事例はその後に起こることが多いという指摘や、さらにSimariとBaskin (1982) の研究においてほとんどの性的虐待を受けたゲイ男性が自身の同性愛指向をはっきり気づいていたという事実との矛盾など、そう簡単に性的指向が変動するものではないという反論も多い。
かつて、加害者は同性愛者と考えられてきたが、近時の研究では異性愛者も多いと考えられている。
GrothとOliveri (1989) は小児性愛者3,000人以上を対象にして、彼らを3つのグループに分けた上で研究を行った。一つは少女や少年のみに惹かれる者、もう一つは特に子供に対象が固定されていない者、最後が成人指向から退行した者である。彼らによると、もし同性愛を主に「成人の」男性の対象に限定したものとすると、実際上少年愛者は絶対に同性愛者ではないという。この研究においては、成人男性を指向していた人間が少年を食い物にしたという事例は「全く」存在せず、さらに、特に子供に対象が固定されていない場合や、成人指向から退行した男性は「全て」自分のことを異性愛者だと述べており、実際ホモフォビアである事が多かったという。
京都府警科学捜査研究所の宮脇かおり（2013）は、2012年までに某5府県で検挙された男性わいせつ犯のうち、犯行対象（被害者）に男性の年少者（幼児・小学生）が含まれるものを収集し、犯行特徴および加害者属性に関する情報を抽出している。調査では、男性の年少者に対するわいせつ犯のうち、女児も対象とする率は12.4%であり、犯罪経歴がないものに限れば7.0%であった。

## 加害者が女の場合
加害者が女の場合でも深刻な問題がある。こうした場合は性機能障害やセックスに対する嫌悪が起きやすい。なかなか男性はその心の内を見せない傾向があるが、こうした被害を受けた男性は社会が感じている体験と自分自身が感じている体験のズレに苦しんでいると言われる。彼らは多くセックスを嫌悪するが、一方で加害者の女に対する怒りを別な形で示すため、大抵異性関係が奇妙なものになりやすい。女からの加害が存在しないと考える文化的神話のために、少年も少女同様その時には屈辱感を味わったにもかかわらず、幼い頃の性的虐待行為を、成長した後に『大人の感覚で楽しめない自分が性的に未熟だったのだ』と事後的に無理に意味を改定してしまうケースが多い。それが恋なのだろうと無理に自分を騙す事も少なくない。しかし、実際にはその心的外傷自体は少女のそれとほとんど同じなのである。

## 男性は傷つかないのか
- Kessler RC, Sonnega A, Bromet E et al. (1995) によると米国の大規模な住民調査ではPTSDの生涯有病率は女性が10%、男性が5%であり、事件別のPTSD発症率では女性はレイプ、男性の場合は災害や事故、身体的暴力、武器による脅迫などが多いとされたが、レイプによるPTSD発症率は男性は65%で女性は46%、事故によるものは男性は6%で女性は9%、自然災害では男性は4%で女性は5%、身体暴力は男性は2%で女性は21%、武器による脅迫は男性は2%で女性は33%とPTSD発症率は全く逆の傾向が見られた[9]。
- DeanとWood (1985) の調査：調査対象の男性の75%が被害を食い止められなかったことを恥じていた[10]。
- 沖縄タイムスが1998年に実施した調査：被害を受けた女児はそれぞれの被害についてそれぞれほぼ半分以上が相談するのに対し、男児は被害を受けても総被害件数の14.2%しか相談しない[11]。

## フィクションでの描写
2006年7月にNHK教育テレビのドラマ枠『中学生日記』の中で、男子中学生に対する臨時コーチの男からの性的虐待をテーマとして取り上げた回が放映された。また、「くそみそテクニック」などで知られる漫画家の山川純一の作品にも大人の男から少年への性的虐待シーンが度々登場する。

## 男性性被害者といわれる著名人

### 近親者によるもの
リチャード・ベレンゼン
8歳の時、父親と母親に性行為に参加させられ、11歳の頃には母親にセックスをされた男性。天文学者。元アメリカン大学学長であったが、幼児に性的虐待をしているという電話を強迫的にかけ続け辞任した。この奇怪なスキャンダルのために彼は名誉も地位も失ったが、その後立ち直り、現在もテレビなどに出演している。
ビリー・ミリガン
幼少期に義理の父親から性的虐待を受けた男性。連続強姦の罪で捕まったが、その際に彼が解離性同一性障害の患者であったことが判明した。ダニエル・キイスが彼についてのノンフィクション小説を書き、日本でも大ヒットした。
アクセル・ローズ
ガンズ・アンド・ローゼズのボーカル。1990年代に、心理療法を受けた際に実の父親に性的虐待をされた記憶を思い出した、と語っている記録が存在する。アルバム『GN'Rライズ』に収録されている曲が原因で同性愛者や黒人から恨みを買い、彼らによって準強姦の被害に遭う。精神が不安定で現在は引きこもり状態。「Axl Rose」という芸名は、「ORAL SEX（オーラルセックス）」のアナグラムでもある。

### 第三者からのもの
デイビッド・ベッカム
16歳だった1991年、サッカーのユースチームの入門する際、先輩らから儀式と称して命じられ、彼らやチームメイトの前で男性サッカー選手の写真を見ながらオナニーをさせられた。当時、入団する者みなが同行為をさせられた。ベッカムによれば、その行為はチームに入団する際の儀式として長年に渡り行われていたが、ベッカムの時代で終わらせることができた。
横山ノック
元大阪府知事。17歳の時米軍女少尉（銃を所持していた）に車の中で性行為を強要された（事実上強姦）と本人が事件前に時折述べていたが、その度に「ノックさんが襲いかかったんやろ」と言われている。1999年に車で女性にセクハラ問題を起こした上事実否認を繰り返し被害者に激しい苦痛を与え辞任。なお、この事件においては初め毎日新聞1999年11月7日号において被害者側の非を全国誌の一面のコラムで責めた小説家曾野綾子がおり、問題となった。また罪を認めた際、今度はノックの性被害をノックが性欲に抑制がないと新聞の記事で述べた記者もいた。
井伏鱒二
中学時代上級生に稚児にされかけたという。成長後も早稲田大学で教授の片上伸からセクハラを受け、休学に追い込まれた挙句、片上からの圧力により復学の道を絶たれ、退学を余儀なくされた。さらに後には叱責を受けた際心身症を起こしたりしている。太宰治の師だが彼の遺書には「井伏さんは悪人です」と書かれた。また、太宰が自殺直前に書いた「人間失格」の前半部分及び彼の初期の小説「無間奈落」から太宰治も実家の下男や下女からの性的被害者であった可能性が指摘されている。太宰自身も友人に対し、下女に童貞を奪われたことを語っている。
カール・グスタフ・ユング
分析心理学の祖。強烈な空想癖、神秘体験、二重の自己などで知られる。自身のフロイトに対する感情を1907年10月28日のフロイト宛の書簡で「少年の頃の私が以前に崇拝していたある男性からの性的暴行の犠牲になった事実」によるものと述べていた。ジークムント・フロイトの近親相姦の幻想説と汎性欲論を異を唱え決別。自説を展開し始める。なお、フロイトも子守女のレジから性的虐待を受けていたらしいという話がある。
アイク・ターナー
ミュージシャン。6歳の時、ミス・ブージーと呼ばれる40代後半の近所の女に童貞を奪われたと語る。「今なら児童虐待だが、当時の俺にとっては楽しかっただけ」という。

### 事例
- カトリック教会の性的虐待事件
- 山形一家3人殺傷事件
- メアリー・ケイ・ルトーノー
- 北九州児童養護施設虐待事件
- ジャニー喜多川性加害問題
  - ジャニーズ性加害問題当事者の会